# UTC−09:00
UTC-9 est un fuseau horaire, en retard de 9 heures sur UTC.

## Zones concernées

### Toute l'année
UTC-9 est utilisé toute l'année dans les pays et territoires suivants :
- France :  Polynésie française :
  - Îles Gambier.

### Heure d'hiver (hémisphère nord)
Les zones suivantes utilisent UTC-9 pendant l'heure d'hiver (dans l'hémisphère nord) et UTC-8 à l'heure d'été :
- États-Unis :  Alaska (sauf les îles Aléoutiennes).

### Heure d'hiver (hémisphère sud)
Aucune zone n'utilise UTC-9 pendant l'heure d'hiver (dans l'hémisphère sud) et UTC-8 à l'heure d'été.

### Heure d'été (hémisphère nord)
Les zones suivantes utilisent UTC-9 pendant l'heure d'été (dans l'hémisphère nord) et UTC-10 à l'heure d'hiver :
- États-Unis :  Alaska (uniquement les îles Aléoutiennes).

### Heure d'été (hémisphère sud)
Aucune zone n'utilise UTC-9 pendant l'heure d'été (dans l'hémisphère sud) et UTC-10 à l'heure d'hiver.

## Géographie
UTC-9 correspond en théorie à une zone dont les longitudes sont comprises entre 127,5° W et 142,5° W  et l'heure initialement utilisée correspondait à l'heure solaire moyenne du 135e méridien ouest. La majeure partie de l'Alaska est située à l'ouest de cette zone, mais l'heure solaire moyenne de Juneau, la capitale de l'État, est proche d'UTC-9. En revanche, celle d'Anchorage, la plus grande ville de l'État, est très proche d'UTC-10. UTC-9 est en tout cas le premier fuseau horaire à l'est de la ligne de changement de date qui concerne une masse continentale significative.
Une partie significative de l'ouest du Canada se trouve également en théorie dans cette zone (Yukon, ouest des territoires du Nord-Ouest et de la Colombie-Britannique) mais utilise UTC-8.
Aux États-Unis, le fuseau horaire est appelé Alaska Standard Time (heure normale de l'Alaska, abrégé en AST).